# Huszárik Zoltán-díj

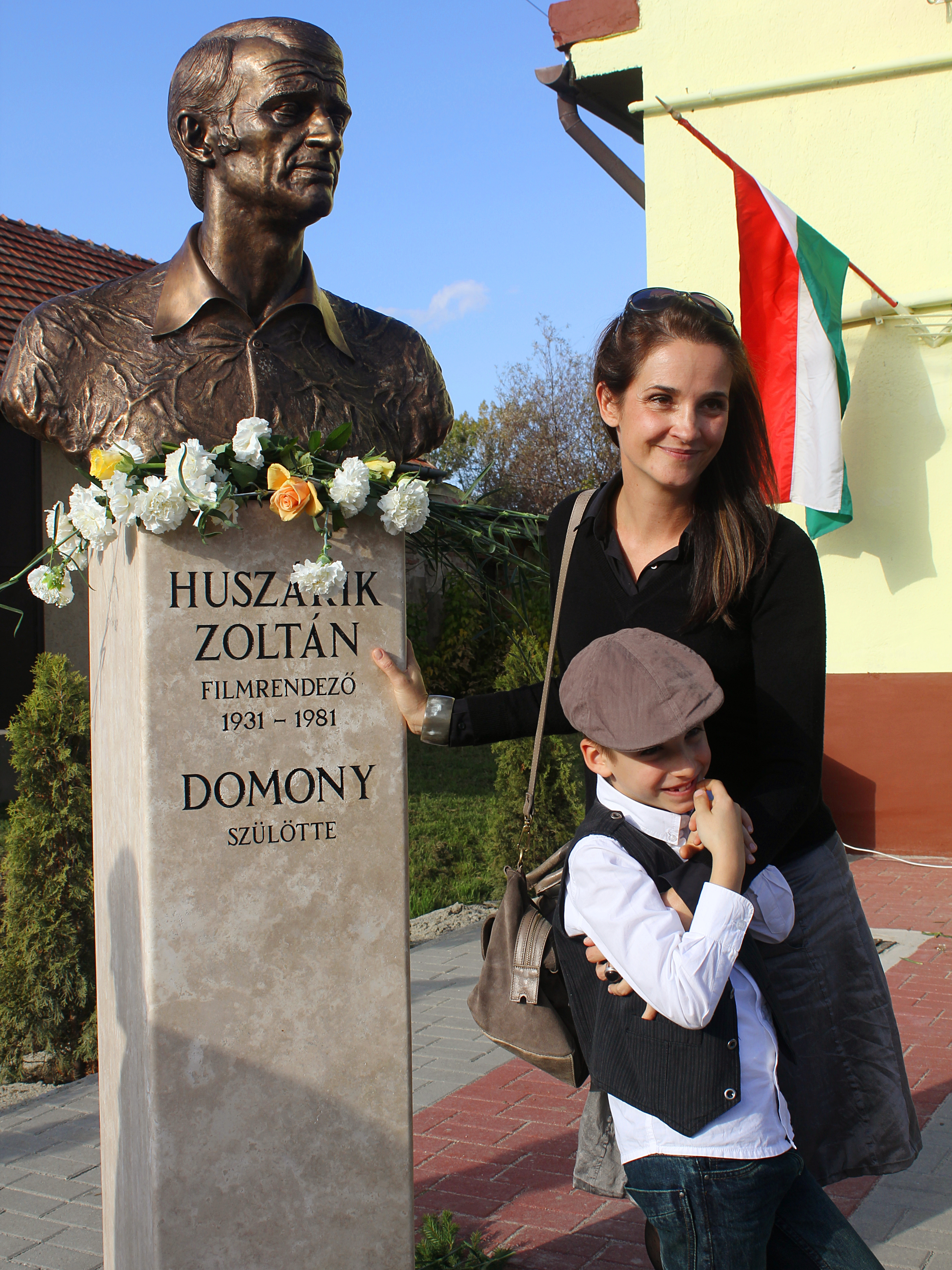
Huszárik Zoltán mellszobra, mellette lánya, Huszárik Kata és unokája

A Huszárik Zoltán-díjat 2023-ban, a művész nevének és munkásságának megőrzésére alapították. A díjat az adott évben „kimagasló teljesítménye által a hazai filmművészetre jelentős hatást gyakorló alkotó kaphatja”.  A díjazottról a Duna Médiaszolgáltató Nonprofit Zrt., a Médiaszolgáltatás-támogató és Vagyonkezelő Alap (MTVA) és a Nemzeti Filmintézet által delegált tagokból álló szakmai döntőbizottság szavazatai döntenek.

## Díjazottak
- 2023 – Goda Krisztina[2]